# Кропоткін (Краснодарський край)
Кропо́ткін (рос. Кропоткин) — місто в Росії. Адміністративний центр Кавказького району Краснодарського краю.
- Населення 79,8 тис. осіб (2006), площа — 85,2 км².
- Місто розташоване на правом березі річки Кубань за 136 км північно-східніше Краснодара.
- Міська залізнична станція має назву Кавказька.
- Місто утворено в 1921 року, названо на честь Петра Олексійовича Кропоткіна.

## Історія
З кінця XVIII сторіччя на теренах міста перебував військовий пост, та був хутір Романовський входив у землі станиці Кавказької (центр станиці — на 8 км вище за течією Кубані).
Після будівництва залізниці, навколо станції Кавказька утворилося робітниче селище, яке отримало назву Романовське, де селилися іногородні. У другій половині XIX — початку XX століття відбувається зростання промисловості майбутнього міста.
У 1921 році селище набув статусу міста і було названо на честь Кропоткіна — на вшанування теоретика анархізму і географа князя Петра Кропоткіна.
27 липня 2008 року відбувся референдум про об'єднання міста Кропоткіна і Кавказького району у єдине муніципальне утворення. Після цього у 2009 році місто Кропоткін стало адміністративним центром Кавказького району.

## Економіка
- Великий залізничний вузол (на лінії Ростов-на-Дону — Баку і Ставрополь — Краснодар).
- Центр харчової промисловості: оліяекстракційний, консервний, молочний, пивоварний заводи, м'ясокомбінат.
- Хімічна промисловість: хімзавод, фабрика побутової хімії
- «Експериментальний машинобудівний завод»
- Виробництво будматеріалів

## Населення
| Рік                   | 1926 | 1959 | 1970 | 1979 | 1989 | 2000 | 2003 |
| Населення (тис. осіб) | 31.0 | 53.0 | 68.3 | 70.2 | 75.9 | 82.8 | 79.2 |

## Відомі особистості
У місті народилась:
- Супрун-Яремко Надія Онисимівна (* 1941) — український мистецтвознавець.